# Olivia Podmore
Olivia Podmore (anglès: Olivia Rose Podmore)  (Christchurch, 24 de maig de 1997 - Cambridge, 9 d'agost de 2021) va ser una ciclista neozelandesa, especialista en el ciclisme en pista. Va participar en tres proves als Jocs Olímpics de 2016 a Rio.
Es va suïcidar l'estiu del 2020 després de no haver estat seleccionada per disputar els Jocs Olímpics de 2020 a Tòquio.

## Palmarès
- 2017
  -  Campiona de Nova Zelanda en keirin
- 2019
  -  Campiona de Nova Zelanda de 500 metres
- 2020
  -  Campiona de Nova Zelanda de velocitat